# Augusta Camp 2012 in KOCHI & AMAMI 〜OFFICE AUGUSTA 20TH ANNIVERSARY〜
『Augusta Camp 2012 in KOCHI & AMAMI 〜OFFICE AUGUSTA 20TH ANNIVERSARY〜』は福耳の6枚目のライブDVD、2枚目ライブBlu-rayである。2013年4月23日発売。発売元はアリオラジャパン。

## 解説
- 全3カ所、4公演行われた「Augusta Camp 2012」のうち高知と奄美での2公演のライブ映像を収録。

## 参加アーティスト
- 杏子
- 山崎まさよし
- COIL
- 元ちとせ
- スキマスイッチ
  - 大橋卓弥
  - 常田真太郎
- mi-gu
- 秦基博
- 長澤知之
- さかいゆう

## 収録内容

### DISC-1 (高知公演)
- 福耳

1. 星のかけらを探しに行こう Again

- 杏子

1. DISTANCIA 〜この胸の約束〜 ＜20 Years After Ver.＞ with 山崎まさよし あらきゆうこ 秦基博

- 長澤知之

1. カスミソウ with 常田真太郎 (from スキマスイッチ)

- スキマスイッチ

1. ガラナ
2. 惑星タイマー with 杏子

- 元ちとせ

1. ワダツミの木 with さかいゆう
2. あなたがここにいてほしい with 岡本定義 (from COIL)

- COIL

1. BIRDSwith 大橋卓弥 (from スキマスイッチ) 秦 基博 & 山崎まさよし

- 秦基博

1. アイ
2. 鱗
3. 心拍数 with 山崎まさよし

- 山崎まさよし

1. 花火
2. 水のない水槽 with 岡本定義 (from COIL)
3. One more time, One more chance with さかいゆう

- さかいゆう

1. ストーリー
2. 君と僕の挽歌

- さかいゆう＆福耳

1. Lalalai

### DISC-2 (奄美公演)
- 秦基博

1. キミ、メグル、ボク with 大橋卓弥(from スキマスイッチ)
2. Dear Mr. Tomorrow

- 杏子

1. ねぇ、もっと with 長澤知之
2. Hello Alone

- COIL

1. いつか風になる日 with 常田真太郎 (from スキマスイッチ)

- 長澤知之

1. 左巻きのゼンマイ
2. されど木馬

- さかいゆう

1. ストーリー
2. まなざし☆デイドリーム

- スキマスイッチ

1. 全力少年
2. 惑星タイマー with 杏子 長澤知之

- 山崎まさよし

1. Redemption song with 岡本定義 (from COIL) 常田真太郎 (from スキマスイッチ)
2. 根無し草ラプソディ with 長澤知之

- 元ちとせ

1. ワダツミの木
2. ハミングバード with 杏子 さかいゆう
3. あなたがここにいてほしい with 岡本定義 (from COIL)
4. 雫 with スキマスイッチ 長澤知之
5. なごり雪 with 秦 基博
6. ひかる・かいがら with 山崎まさよし

- 元ちとせ&福耳

1. やわらかなサイクル

## 初回特典内容
- 三方背ケース＋フォトブックレット付。
- Augusta Camp 2012 in YOKOHAMA 〜OFFICE AUGUSTA 20TH ANNIVERSARY〜との連動応募抽選特典、『10組20名様を「Sukimaswich in Augusta Camp 2013」バックステージへご招待』応募券封入。